# Bert van der Linden
Lambertus Marinus (Bert) van der Linden (Rotterdam, 17 mei 1908 – Amsterdam, 21 maart 1984) was een Nederlands acteur. Hij kreeg zijn toneelopleiding bij Erwin Piscator in Berlijn. In 1927 begon hij bij het gezelschap van Spree en speelde daarna ook in andere gezelschappen. Ook trok hij drie jaar als muzikale clown door Europa samen met zijn broer onder de naam "The Robertino's". Daarnaast was hij sinds 1952 verbonden aan de Nederlandse Comedie. Ook was hij sinds 1939 regelmatig op de radio te horen in hoorspelen en rond 1943 was hij bij het publiek zeer bekend als Bartje Bikkel op de bonte middagen. Verder speelde hij voornamelijk kleinere rollen en speelde in diverse jeugdseries. Van 1976-1979 speelde hij de rol van veldwachter "Geitebrei" in Pommetje Horlepiep.